# Aletis druryi
Aletis druryi là một loài bướm đêm trong họ Geometridae.